# Congratulations
Congratulations – drugi studyjny album amerykańskiej grupy MGMT, wydany 13 kwietnia 2010.

## Lista utworów[2]
1. "It's Working" – 4:06
2. "Song for Dan Treacy" – 4:09
3. "Someone's Missing" – 	 2:29
4. "Flash Delirium" – 4:15
5. "I Found a Whistle" – 3:40
6. "Siberian Breaks" – 12:09
7. "Brian Eno" – 4:31
8. "Lady Dada's Nightmare" – 4:31
9. "Congratulations" – 3:55